# Довга (річка)
До́вга — річка в Україні, ліва притока Білої Луганки. Басейн Сіверського Дінця. Довжина 12 км. Площа водозбірного басейну 49 км². Похил 12 м/км. Долина балкового типу. Заплава двостороння. Річище слабовиражене. Використовується на зрошування та для промислового виробництва.
Бере початок на південному заході Алчевська. Тече через усе місто із південного заходу на північний схід, на околицях якого споруджено 1-й та 2-й Орлові ставки. Впадає до Білої Луганки у смт Михайлівка Перевальського району.